# Futbol'nyj Klub Alanija Vladikavkaz 2002
Questa voce raccoglie le informazioni riguardanti il Futbol'nyj Klub Alanija Vladikavkaz nelle competizioni ufficiali della stagione 2002.

## Stagione
La squadra non ebbe particolari acuti: in campionato finì dodicesima, lontana dalla zona Europa e abbastanza tranquilla rispetto al discorso salvezza. In Coppa fu immediatamente eliminata dal Rubin. A metà stagione il club cambiò allenatore, passando da Muntjan a Tedeev.

## Rosa
| N. |                        | Ruolo | Calciatore                |
| -- | ---------------------- | ----- | ------------------------- |
|    | Russia (bandiera)      | P     | Vladimir Gabulov          |
|    | Russia (bandiera)      | D     | V″jačeslav Sviders'kyj    |
|    | Russia (bandiera)      | D     | Omari Tetradze            |
|    | Russia (bandiera)      | C     | Alan Kusov                |
|    | Russia (bandiera)      | C     | Georgij Bazaev            |
|    | Russia (bandiera)      | D     | Artur Pagaev              |
|    | Bielorussia (bandiera) | D     | Igor' Tarlovskij          |
|    | Russia (bandiera)      | C     | Robert Bitarov            |
|    | Brasile (bandiera)     | A     | Paulo Emilio Borges Rocha |
|    | Russia (bandiera)      | D     | Valer'jan Bestaev         |

| N. |                       | Ruolo | Calciatore             |
| -- | --------------------- | ----- | ---------------------- |
|    | Russia (bandiera)     |       | Alan Agaev             |
|    | Georgia (bandiera)    |       | Michail Ašvetija       |
|    | Georgia (bandiera)    | A     | Giorgi Demet'radze     |
|    | Uzbekistan (bandiera) | C     | Davronžon Fajziev      |
|    | Russia (bandiera)     | C     | Vitalij Čočiev         |
|    | Ucraina (bandiera)    | D     | Vitalij Balickij       |
|    | Georgia (bandiera)    |       | Grigorij Imedadze      |
|    | Russia (bandiera)     |       | Ruslan Dzucev          |
|    | Russia (bandiera)     | A     | Tamerlan Sikoev        |
|    | Brasile (bandiera)    | A     | Ângelo Marcos da Silva |

## Risultati

### Campionato
| Mosca 8 marzo 2002 1ª giornata | Lokomotiv Mosca | 1 – 0 referto | Alanija Vladikavkaz | Stadio Dinamo |

| Vladikavkaz 12 marzo 2002 2ª giornata | Alanija Vladikavkaz | 1 – 4 referto | Kryl'ja Sovetov Samara | Respublikanskij stadion Spartak |

| Jaroslavl' 16 marzo 2002 3ª giornata | Šinnik | 2 – 0 referto | Alanija Vladikavkaz | Stadio Šinnik |

| Vladikavkaz 23 marzo 2002 4ª giornata | Alanija Vladikavkaz | 2 – 1 referto | Rostsel'maš | Respublikanskij stadion Spartak |

| Mosca 30 marzo 2002 5ª giornata | CSKA Mosca | 1 – 0 referto | Alanija Vladikavkaz | Stadio Ėduard Strel'cov |

| Vladikavkaz 6 aprile 2002 6ª giornata | Alanija Vladikavkaz | 1 – 1 referto | Torpedo Mosca | Respublikanskij stadion Spartak |

| Volgograd 13 aprile 2002 7ª giornata | Rotor | 2 – 1 referto | Alanija Vladikavkaz | Stadio Centrale |

| Vladikavkaz 20 aprile 2002 8ª giornata | Alanija Vladikavkaz | 1 – 1 referto | Anži | Respublikanskij stadion Spartak |

| Vladikavkaz 28 aprile 2002 9ª giornata | Alanija Vladikavkaz | 4 – 3 referto | Spartak Mosca | Respublikanskij stadion Spartak |

| Ramenskoe 4 maggio 2002 10ª giornata | Saturn-REN TV | 1 – 0 referto | Alanija Vladikavkaz | Saturn Stadium |

| Vladikavkaz 8 maggio 2002 11ª giornata | Alanija Vladikavkaz | 2 – 3 referto | Uralan | Respublikanskij stadion Spartak |

| Vladikavkaz 13 maggio 2002 12ª giornata | Alanija Vladikavkaz | 1 – 2 referto | Dinamo Mosca | Respublikanskij stadion Spartak |

| San Pietroburgo 2 luglio 2002 13ª giornata | Zenit San Pietroburgo | 2 – 1 referto | Alanija Vladikavkaz | Stadio Petrovskij |

| Vladikavkaz 9 luglio 2002 14ª giornata | Alanija Vladikavkaz | 5 – 2 referto | Torpedo-ZIL | Respublikanskij stadion Spartak |

| Saratov 16 luglio 2002 15ª giornata | Sokol Saratov | 1 – 1 referto | Alanija Vladikavkaz | Stadio Lokomotiv |

| Vladikavkaz 24 luglio 2002 16ª giornata | Alanija Vladikavkaz | 1 – 0 referto | Zenit San Pietroburgo | Respublikanskij stadion Spartak |

| Mosca 30 luglio 2002 17ª giornata | Torpedo-ZIL | 0 – 0 referto | Alanija Vladikavkaz | Stadio Ėduard Strel'cov |

| Vladikavkaz 3 agosto 2002 18ª giornata | Alanija Vladikavkaz | 3 – 2 referto | Sokol Saratov | Respublikanskij stadion Spartak |

| Mosca 10 agosto 2002 19ª giornata | Dinamo Mosca | 0 – 1 referto | Alanija Vladikavkaz | Stadio Dinamo |

| Mosca 16 agosto 2002 20ª giornata | Spartak Mosca | 2 – 1 referto | Alanija Vladikavkaz | Stadio Ėduard Strel'cov |

| Vladikavkaz 24 agosto 2002 21ª giornata | Alanija Vladikavkaz | 0 – 1 referto | Saturn-REN TV | Respublikanskij stadion Spartak |

| Ėlista 1º settembre 2002 22ª giornata | Uralan | 2 – 0 referto | Alanija Vladikavkaz | Stadio Uralan |

| Rostov sul Don 11 settembre 2002 23ª giornata | Rostsel'maš | 1 – 1 referto | Alanija Vladikavkaz | Stadio Olimp - XXI secolo |

| Vladikavkaz 6 novembre 2002 24ª giornata | Alanija Vladikavkaz | 1 – 1 referto | Lokomotiv Mosca | Respublikanskij stadion Spartak |

| Samara 28 settembre 2002 25ª giornata | Kryl'ja Sovetov Samara | 1 – 0 referto | Alanija Vladikavkaz | Stadio Metallurg |

| Vladikavkaz 6 ottobre 2002 26ª giornata | Alanija Vladikavkaz | 2 – 1 referto | Šinnik | Respublikanskij stadion Spartak |

| Mosca 26 ottobre 2002 27ª giornata | Torpedo Mosca | 2 – 0 referto | Alanija Vladikavkaz | Stadio Lužniki |

| Vladikavkaz 2 novembre 2002 28ª giornata | Alanija Vladikavkaz | 0 – 1 referto | CSKA Mosca | Respublikanskij stadion Spartak |

| Machačkala 10 novembre 2002 29ª giornata | Anži | 0 – 1 referto | Alanija Vladikavkaz | Stadio Dinamo |

| Vladikavkaz 17 novembre 2002 30ª giornata | Alanija Vladikavkaz | 0 – 1 referto | Rotor | Respublikanskij stadion Spartak |

### Coppa di Russia
| Arbitro: | Zakharov (Mosca) |

|              |           |  |
| Fyodorov 72’ | Marcatori |  |